# Wifi
Wi-Fi es el nombre comercial propiedad de la Wi-Fi Alliance para designar su familia de protocolos de comunicación inalámbrica basados en el estándar IEEE 802.11 para redes de área local sin cables. Su primera denominación en inglés fue Wireless Ethernet Compatibility Alliance.
La Wi-Fi Alliance restringe el uso del sello «Certificado Wi-Fi» a aquellos productos que superan con éxito las pruebas homologadas de certificación de interoperabilidad. El hardware no conforme se denomina con el genérico «WLAN» y puede que no funcione con dispositivos certificados.
Debido a su popularización, se ha acuñado como nombre común adaptado el término wifi (o wi-fi) para referirse a esta tecnología cuando se aplica a equipos electrónicos como computadoras portátiles, teléfonos, televisores, videoconsolas, reproductores multimedia, etc., que pueden conectarse entre sí y a internet a través de un punto de acceso de red inalámbrica.

## Etimología

Logotipo de la marca Wi-Fi

El término wifi, sustantivo común escrito normalmente en redonda (sin comillas ni cursiva), proviene de la marca comercial Wi-Fi. La WECA, el consorcio que desarrolló esta tecnología, contrató a una empresa de publicidad para que le diera un nombre a su estándar, de tal manera que fuera fácil de entender y recordar. Phil Belanger, miembro fundador de WECA, actualmente llamada Alianza Wi-Fi, apoyó el nombre Wi-Fi:

Wi-Fi y el Style logo del yin y el yang fueron inventados por la agencia Interbrand. Nosotros (Wi-Fi Alliance) contratamos a Interbrand para que nos hiciera un logotipo y un nombre que fuera corto, tuviera mercado y fuera fácil de recordar. Necesitábamos algo que fuera algo más llamativo que IEEE 802.11b de Secuencia Directa. Interbrand creó nombres como Prozac, Compaq, OneWorld, Imation, por mencionar algunos. Incluso inventaron un nombre para la compañía: VIATO.
Phil Belanger

La Wi-Fi Alliance utilizó el eslogan publicitario The Standard for Wireless Fidelity (El estándar para la fidelidad inalámbrica) por un corto tiempo después de que se creara la marca y, aunque el nombre nunca fue oficialmente Fidelidad Inalámbrica, como la Wi-Fi Alliance también se denominó Wireless Fidelity Alliance Inc. —Alianza de la Fidelidad Inalámbrica incorporada— en algunas publicaciones y en la web del IEEE se define que «Wi-Fi es una abreviación de Wireless Fidelity», se puede concluir que Wi-Fi se entiende como un acrónimo de Fidelidad Inalámbrica en inglés para nombrar un conjunto de protocolos y hardware de red inalámbrica, con inspiración mercadotécnica en el nombre Hi-Fi (de high fidelity o alta fidelidad), que designa un conjunto de sistemas de audio de altas prestaciones.

## Historia

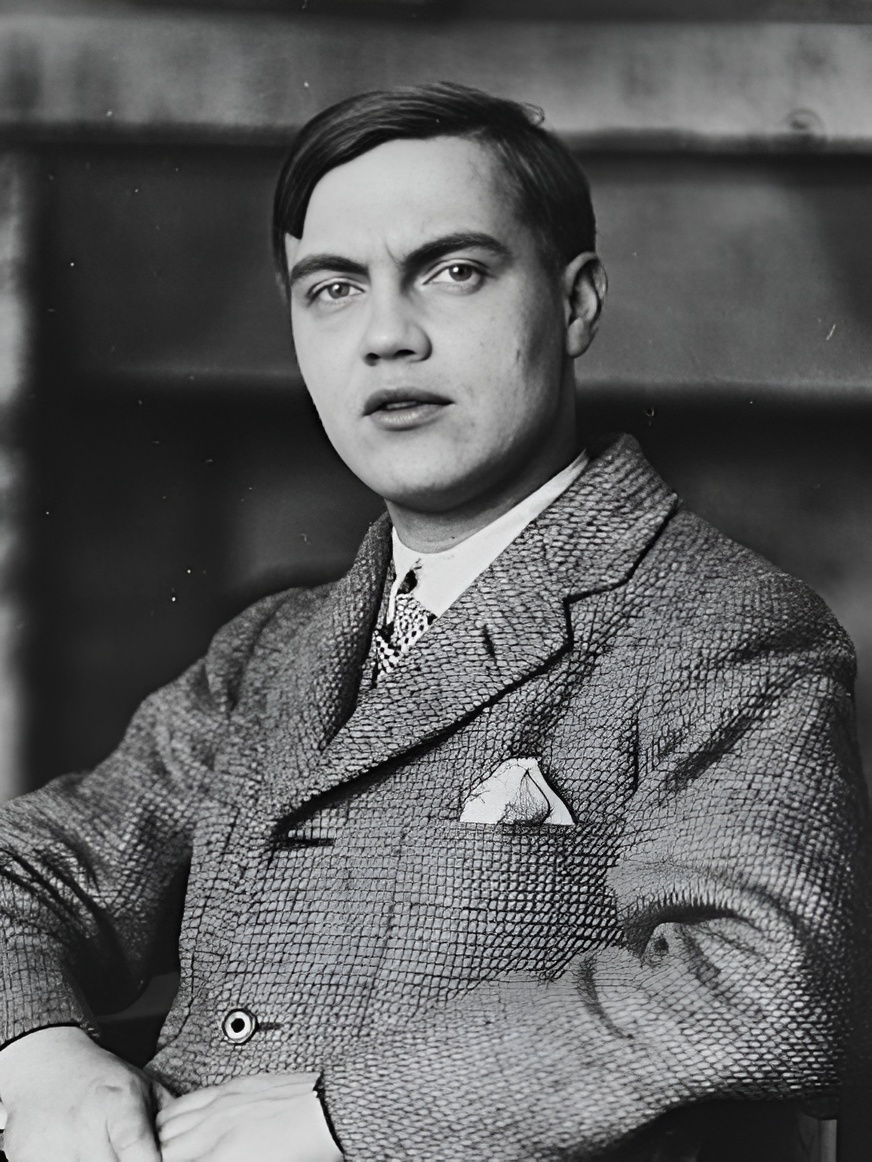
George Antheil (1900-1959), pianista y compositor

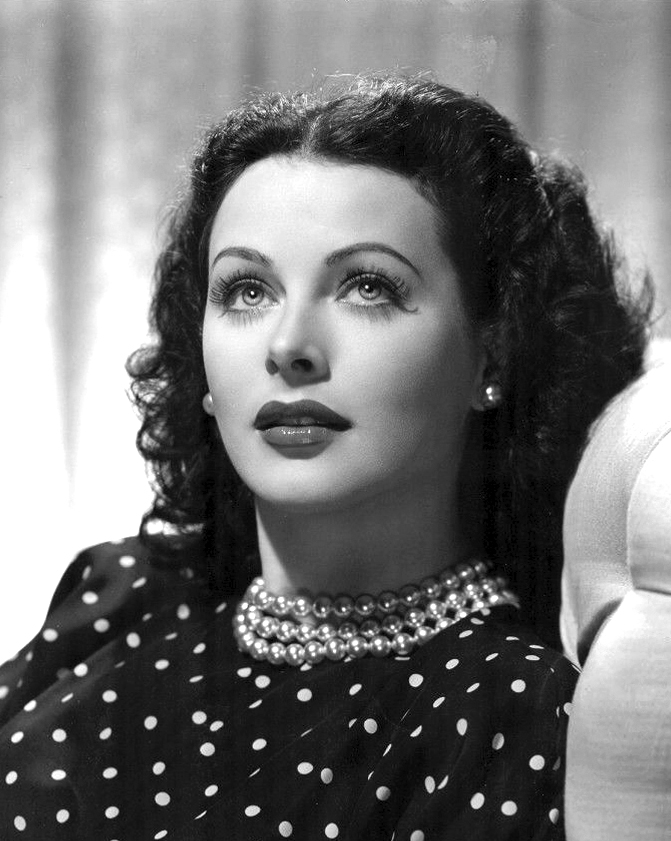
Hedy Lamarr (1914-2000), actriz

La actriz austriaca y científica autodidacta Hedy Lamarr (1914-2000), al comienzo de la Segunda Guerra Mundial, junto al compositor George Antheil (1900-1959), desarrollaron la patente de un sistema de guía por radio para torpedos aliados que utilizaba el espectro ensanchado y la tecnología de salto de frecuencia para vencer la amenaza de interferencias por las Potencias del Eje. Hedy Lamarr inventó el sistema de espectro disperso, al cual llamó “sistema secreto de comunicaciones” debido a la complejidad que este artefacto tenía para ser interpretado por el enemigo. Dicho dispositivo, precursor del Wi-Fi y del Bluetooth, tuvo la coautoría del pianista y compositor George Antheil, quien también fue un experto en la construcción de pianos. En el presente, el Wi-Fi, el Bluetooth, el fax, el GPS y otros sistemas basados en las radiofrecuencias se fundamentaron principalmente en aquel “sistema secreto de comunicaciones”.
Esta tecnología surgió por la necesidad de establecer un mecanismo de conexión inalámbrica que fuese compatible entre distintos dispositivos. Buscando esa compatibilidad, en 1999 las empresas 3Com, Aironet, Intersil, Lucent Technologies, Nokia y Symbol Technologies se unieron para crear la Wireless Ethernet Compatibility Alliance, o WECA, actualmente llamada Alianza Wi-Fi. El objetivo de la misma fue diseñar una marca que permitiese fomentar más fácilmente la tecnología inalámbrica y asegurar la compatibilidad de equipos. En julio de 1999, Apple empezó a vender computadoras portátiles con Wi-Fi y denominó a la tecnología AirPort.
De esta forma, en abril de 2000 WECA certifica la interoperabilidad de equipos según la norma IEEE 802.11b, bajo la marca Wi-Fi. Esto quiere decir que el usuario tiene la garantía de que todos los equipos que tengan el sello Wi-Fi pueden trabajar juntos sin problemas, independientemente del fabricante de cada uno de ellos.
En 2002, la asociación WECA estaba formada ya por casi 150 miembros.[cita requerida] La familia de estándares 802.11 ha ido evolucionando desde su creación, mejorando el rango y la velocidad de la transferencia de información y su seguridad, entre otras cosas.
La norma IEEE 802.11 se diseñó para sustituir el equivalente a las capas físicas y MAC de la norma 802.3 (Ethernet). Esto quiere decir que en lo único que se diferencia una red Wi-Fi de una red Ethernet es en cómo se transmiten las tramas o paquetes de datos; el resto es idéntico. Por tanto, una red local inalámbrica 802.11 es completamente compatible con todos los servicios de las redes locales (LAN) de cable 802.3 (Ethernet).

## Estándares que certifica la Alianza Wi-Fi
Existen diversos tipos de Wi-Fi basados cada uno de ellos en un estándar IEEE 802.11. Son los siguientes:
- Los estándares IEEE 802.11b, IEEE 802.11g e IEEE 802.11n disfrutan de una aceptación internacional debido a que la banda de 2,4 GHz está disponible casi universalmente. Alcanzan velocidades de hasta 11 Mbit/s, 54 Mbit/s y 300 Mbit/s, respectivamente. El problema es que existen otras tecnologías inalámbricas que también funcionan a una frecuencia de 2,4 GHz, como Bluetooth, por lo que pueden presentar interferencias con la tecnología Wi-Fi. Debido a esto, en la versión 1.2 del estándar Bluetooth, por ejemplo, se actualizó su especificación para que no existieran interferencias con la utilización simultánea de ambas tecnologías.
- Desde 2013 existe también el estándar IEEE 802.11ac, conocido como Wi-Fi 5, que opera en la banda de 5 GHz y que disfruta de una operatividad con canales relativamente limpios. La banda de 5 GHz se ha habilitado con posterioridad a las usadas por versiones anteriores y, al no existir otras tecnologías (Bluetooth, microondas, ZigBee, WUSB) que la utilicen, se producen muy pocas interferencias. Su alcance es algo menor que el de los estándares que trabajan a 2,4 GHz (aproximadamente un 10 %) debido a que la frecuencia es mayor (a mayor frecuencia, menor alcance).
- Publicada en 2019, el estándar IEEE 802.11ax, conocido como Wi-Fi 6 (en bandas de 2.4 GHz y 5 GHz) y también como Wi-Fi 6E (en banda de 6 GHz), al igual que su antecesor, está preparado, como ya se mencionó, para funcionar en las bandas anteriores de 2.4 GHz y 5 GHz, además de mantener las funciones de MIMO y MU-MIMO. Estas nuevas funciones corresponden a la introducción de OFDMA para mejorar la eficiencia espectral, logrando una mejora de velocidad de un 37 % con respecto a su antecesor.
- En agosto de 2023 se dieron a conocer las especificaciones del estándar Wi-Fi 7 (802.11be), con mejor rendimiento, mayor ancho de banda y mejor eficiencia. Puede operar en los canales de 2,4 GHz, 5 GHz y 6 GHZ y es capaz de alcanzar los 48 Gbps.[10]

## Seguridad y fiabilidad

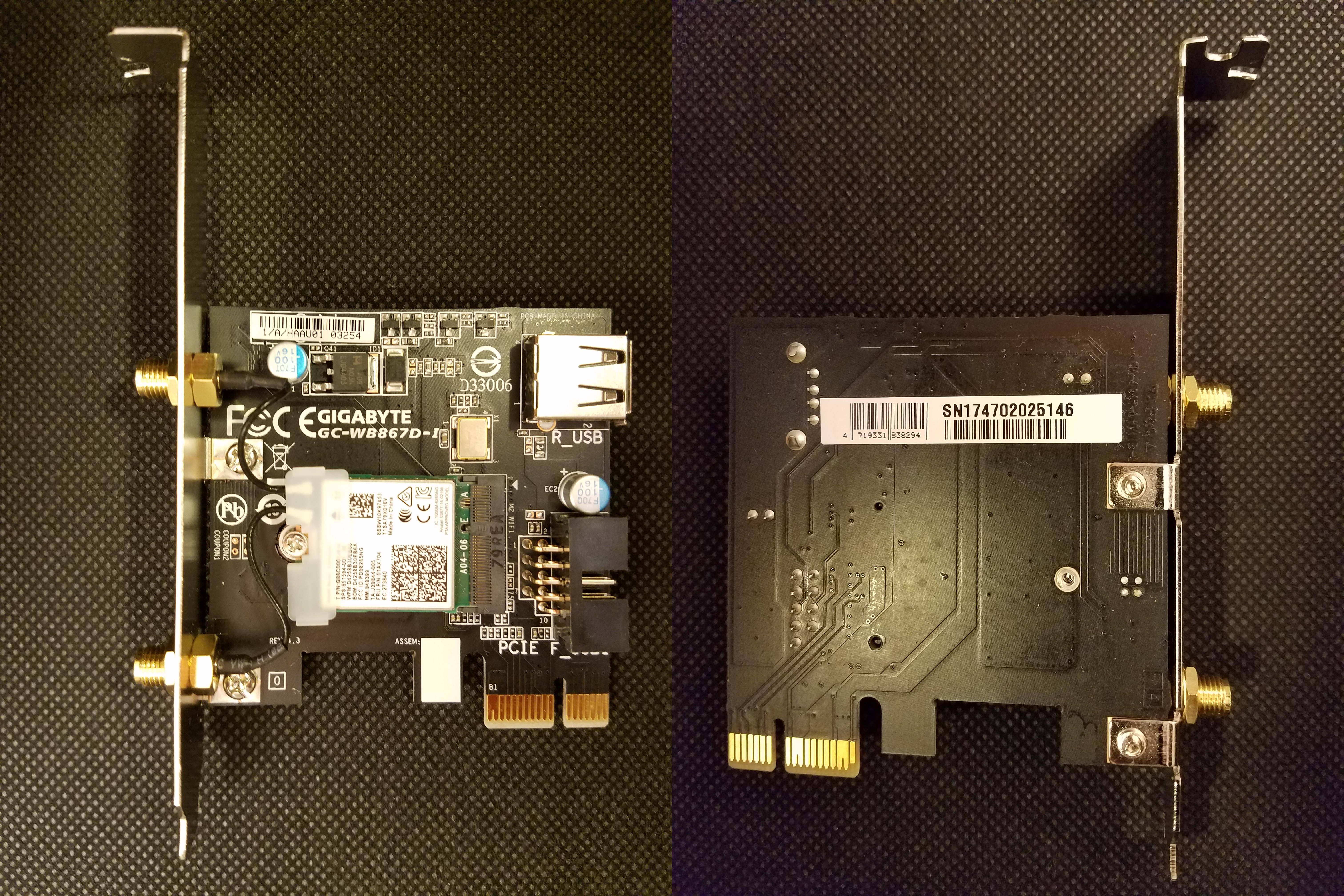
Tarjeta Wi-Fi y Bluetooth interna.

Uno de los problemas a los que se enfrenta la tecnología Wi-Fi es la progresiva saturación del espectro radioeléctrico debido a la masificación de usuarios; esto afecta especialmente en las conexiones de larga distancia (mayor de 100 m). En realidad, el estándar Wi-Fi está diseñado para conectar ordenadores a la red a distancias reducidas y cualquier uso de mayor alcance está expuesto a un excesivo riesgo de interferencias.
Un elevado porcentaje de redes se instalan sin tener en consideración la seguridad y son, por tanto, redes abiertas (completamente accesibles a terceras personas), sin proteger la información que circulan por ellas. De hecho, la configuración por defecto de muchos dispositivos Wi-Fi es muy insegura (routers, por ejemplo), dado que a partir del identificador del dispositivo se puede conocer la contraseña de acceso de este y, por tanto, se puede conseguir fácilmente acceder y controlar el dispositivo.
El acceso no autorizado a un dispositivo Wi-Fi es muy peligroso para el propietario por varios motivos. El más obvio es que pueden utilizar la conexión. Pero, además, accediendo al Wi-Fi se puede supervisar y registrar toda la información que se transmite a través de él (incluyendo información personal, contraseñas, etcétera). La forma de hacerlo seguro es seguir algunos consejos:
- Cambios frecuentes de la contraseña de acceso, utilizando diversos caracteres, minúsculas, mayúsculas y números.
- Se debe modificar el SSID que viene predeterminado.
- Desactivar la difusión de SSID y DHCP.
- Configurar los dispositivos conectados con su dirección MAC (indicando específicamente qué dispositivos están autorizados a conectarse).
- Utilizar el cifrado WPA2.

Existen varias alternativas para garantizar la seguridad de estas redes. Las más comunes son la utilización de protocolos de cifrado de datos para los estándares Wi-Fi como el WEP, el WPA y el WPA2, que se encargan de codificar la información transmitida para proteger su confidencialidad, proporcionados por los propios dispositivos inalámbricos. La mayoría de las formas son las siguientes:
- WEP cifra los datos en su red de forma que solo el destinatario deseado pueda acceder a ellos. Los cifrados de 64 y 128 bits son dos niveles de seguridad WEP. WEP codifica los datos mediante una “clave” de cifrado antes de enviarlo al aire. Este tipo de cifrado no está recomendado debido a las grandes vulnerabilidades que presenta, ya que cualquier cracker puede conseguir sacar la clave, incluso aunque esté bien configurado y la clave utilizada sea compleja.
- WPA presenta mejoras, como generación dinámica de la clave de acceso. Las claves se insertan como dígitos alfanuméricos.
- IPSEC (túneles IP), en el caso de las VPN y el conjunto de estándares IEEE 802.1X, permite la autenticación y la autorización de usuarios.
- Filtrado MAC: solo se permite el acceso a la red de aquellos dispositivos autorizados. Es lo más recomendable si solo se va a usar con los mismos equipos y si son pocos.
- Ocultación del punto de acceso: se puede ocultar el punto de acceso (router) de manera que sea invisible a otros usuarios.
- El protocolo de seguridad llamado WPA2 (estándar 802.11i), que es una mejora relativa a WPA. En principio es el protocolo de seguridad más seguro para Wi-Fi. Sin embargo, requiere hardware y software compatibles, ya que los antiguos no lo son.

La seguridad de una red Wi-Fi puede ponerse a prueba mediante una auditoría Wi-Fi. Sin embargo, no existe ninguna alternativa totalmente fiable, ya que todas ellas son susceptibles de vulneración.

## Dispositivos

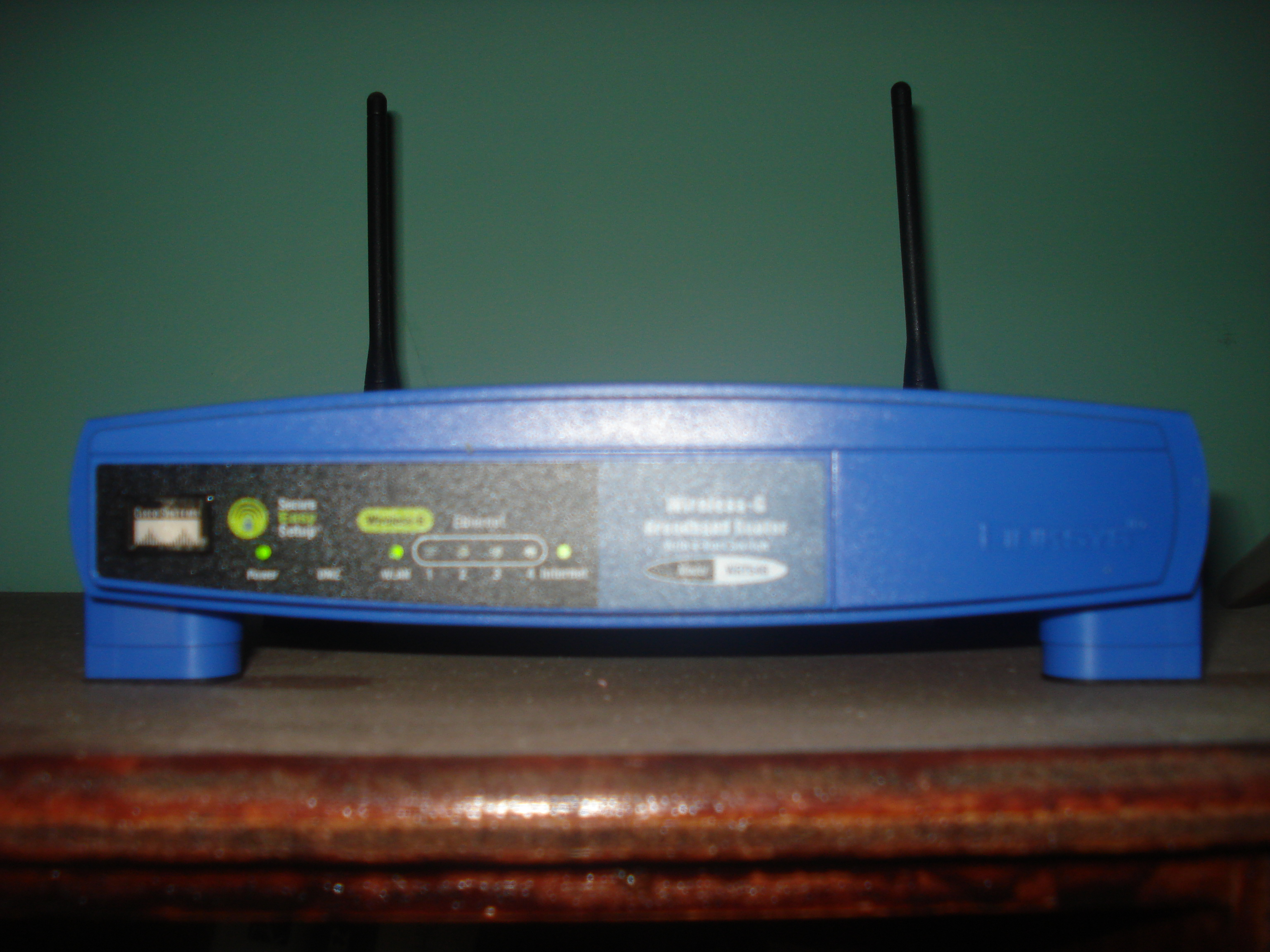
Router Wi-Fi.

Existen varios tipos de dispositivos Wi-Fi, que se pueden dividir en dos grupos: dispositivos de distribución o de red, entre los que destacan los enrutadores, puntos de acceso y repetidores; y dispositivos terminales, que en general son las tarjetas receptoras para conectar a la computadora personal, ya sean internas (tarjetas PCI) o externas (USB).
- Dispositivos de distribución o de red:
  - Los puntos de acceso son dispositivos que generan un set de servicio que podría definirse como una red Wi-Fi a la que se pueden conectar otros dispositivos. Los puntos de acceso permiten conectar dispositivos de forma inalámbrica a una red existente. Pueden agregarse más puntos de acceso a una red para generar redes de cobertura más amplia o conectar antenas más grandes que amplifiquen la señal.
  - Los repetidores inalámbricos son equipos que se utilizan para extender la cobertura de una red inalámbrica. Se conectan a una red existente que tiene señal más débil y crean una señal más fuerte a la que se pueden conectar los equipos dentro de su alcance. Algunos de ellos funcionan también como punto de acceso.
  - Los enrutadores (router) inalámbricos son dispositivos compuestos especialmente diseñados para redes pequeñas (hogar o pequeña oficina). Estos dispositivos incluyen un enrutador (encargado de interconectar redes; por ejemplo, la red del hogar con internet), un punto de acceso (explicado más arriba) y generalmente un conmutador que permite conectar algunos equipos vía cable (ethernet y USB). Su tarea es tomar la conexión a internet y brindar a través de ella acceso a todos los equipos que se conecten, sea por cable o en forma inalámbrica.
- Los dispositivos terminales abarcan tres tipos mayoritarios: tarjetas PCI, tarjetas PCMCIA y tarjetas USB:
  - El Wi-Fi puede desactivarse por un terminal del dispositivo.
  - Las tarjetas PCI para Wi-Fi se agregan (o vienen de fábrica) a los ordenadores de sobremesa. Hoy en día están perdiendo terreno debido a las tarjetas USB. Dentro de este grupo también pueden agregarse las tarjetas MiniPCI que vienen integradas en casi cualquier computador portátil disponible hoy en el mercado.
  - Las tarjetas PCMCIA son un modelo que se utilizó mucho en los primeros ordenadores portátiles, ya en desuso, debido a la integración de tarjeta inalámbricas internas en estos ordenadores. La mayor parte de estas tarjetas solo son capaces de llegar hasta la tecnología B de Wi-Fi y no permiten por tanto disfrutar de una velocidad de transmisión demasiado elevada.
  - Las tarjetas USB para Wi-Fi son el tipo de tarjeta más común que existe en las tiendas y el más sencillo de conectar a un ordenador personal, ya sea de sobremesa o portátil, y dispone de todas las ventajas de la tecnología USB. Hoy en día pueden encontrarse incluso tarjetas USB con el estándar 802.11ac (Wireless-AC), que es el penúltimo estándar para redes inalámbricas.
  - También existen impresoras, cámaras web y otros periféricos que funcionan con la tecnología Wi-Fi y permiten un ahorro de mucho cableado en las instalaciones de redes y especialmente gran movilidad de equipo.

En relación con los manejadores de dispositivo, existen directorios de circuito integrado auxiliar de adaptadores inalámbricos.

## Ventajas y desventajas
Las redes Wi-Fi poseen una serie de ventajas, entre las cuales se pueden destacar:
- Al ser redes inalámbricas, la comodidad que ofrecen es muy superior a las redes cableadas, porque cualquiera que tenga acceso a la red puede conectarse desde distintos puntos dentro de un espacio lo bastante amplio.
- Una vez configuradas, las redes Wi-Fi permiten el acceso de múltiples dispositivos sin ningún problema ni gasto en infraestructura ni gran cantidad de cables.
- La Alianza Wi-Fi asegura que la compatibilidad entre dispositivos con la marca Wi-Fi es total, con lo que en cualquier parte del mundo es posible utilizar la tecnología Wi-Fi con una compatibilidad absoluta.

Aun así, como red inalámbrica, la tecnología Wi-Fi presenta los problemas intrínsecos de cualquier tecnología inalámbrica. Algunos de ellos son:
- La desventaja fundamental de estas redes reside en la seguridad. Existen algunos programas capaces de capturar paquetes, trabajando con la tarjeta Wi-Fi en modo promiscuo, de forma que puedan calcular la contraseña de la red y de esta forma acceder a ella. Las claves de tipo WEP son relativamente fáciles de conseguir con este sistema. La Alianza Wi-Fi arregló estos problemas sacando el estándar WPA y posteriormente WPA2, basados en el grupo de trabajo 802.11i. Las redes protegidas con WPA2 se consideran robustas dado que proporcionan muy buena seguridad. Este problema se agrava si se considera que no se puede controlar el área de cobertura de una conexión, de manera que un receptor se puede conectar desde fuera de la zona de recepción prevista (por ejemplo: desde fuera de una oficina, desde una vivienda colindante, etcétera).
- El sistema Wi-Fi ofrece una menor velocidad de transferencia en comparación a una conexión cableada debido a las interferencias y a las pérdidas de señal que puede ocasionar el ambiente, tales como árboles, edificios, arroyos, montañas, etcétera. Dichos factores afectan a la potencia de compartimiento de la conexión Wi-Fi con otros dispositivos.[14] Además, las redes inalámbricas se ven más afectadas por el ruido.
- Esta tecnología no es compatible con otros tipos de conexiones inalámbricas, como Bluetooth, GPRS, UMTS, etc.